# Trubčevsk
Trubčevsk (rusky Трубчевск) je město v Brjanské oblasti v Ruské federaci. Při sčítání lidu v roce 2010 mělo zhruba patnáct tisíc obyvatel.

## Poloha
Leží na pravém břehu Desny (levého přítoku Dněpru) naproti ústí řeky Něrussy. Od Brjansku, správního střediska celé oblasti, je vzdálena 100 kilometrů jižně.

## Dějiny
Za druhé světové války byl Trubčevsk obsazen 9. října 1941 německou armádou a 18. září 1943 ho dobyly zpět jednotky Brjanského frontu Rudé armády.